# Deutsche Seelen – Leben nach der Colonia Dignidad
Deutsche Seelen – Leben nach der Colonia Dignidad ist ein deutscher Dokumentarfilm von Martin Farkas und Matthias Zuber aus dem Jahr 2009 über ehemalige Sektenmitglieder der Colonia Dignidad.

## Hintergrund
Die Interviews und Dreharbeiten fanden in Chile statt und wurden vom November 2006 bis Januar 2007 durchgeführt.
Der Film hatte am 29. Januar 2009 auf dem Max Ophüls Filmfestival seine Premiere und war ab dem 1. Juli 2010 in den deutschen Kinos zu sehen.

## Rezeption
„Der Film […] fördert […] mit subtilen Bildern und einigen äußerst wirkungsvollen dramaturgischen Kniffen nicht nur die Funktionsweise der Sekte, sondern nahezu aller totalitären Systeme zutage. Das Ergebnis ihrer Untersuchungen, Recherchen und Interviews ist ein eindringlicher Dokumentarfilm, der berührt und erschüttert und von dem man vieles über die Bestie Mensch lernen kann – manchmal mehr, als einem lieb ist. [...]“

Der Film wurde von der Deutschen Film- und Medienbewertung (FBW) mit dem Prädikat „besonders wertvoll“ ausgezeichnet. Die Jury urteilte dabei: „Matthias Zuber und Martin Farkas ist ein eindringlicher, ein bestürzender Dokumentarfilm gelungen. Übrigens auch gerade deshalb, weil er klugerweise darauf verzichtet, noch einmal die ganze Komplexität der Geschichte dieser unseligen Kolonie zu entwerfen.“